# Kuja
Die Kuja (russisch Куя) ist ein rechter Nebenfluss der Petschora im Autonomen Kreis der Nenzen in Nordwestrussland.
Die Kuja entsteht am Zusammenfluss von Woi-Wosch und Worgaschor in der Bolschesemelskaja-Tundra südlich von Narjan-Mar. Sie fließt in überwiegend nördlicher Richtung wenige Kilometer östlich an Narjan-Mar vorbei und erreicht bei der gleichnamigen Siedlung den Seitenarm Kuiski Schar (Kuiskaja Petschora) des Hauptmündungsarms der Petschora. Die Kuja hat eine Länge von 186 km. Sie entwässert eine Fläche von 3600 km². Die Kuja ist zwischen Mai und Oktober eisfrei.